# Ballard Berkeley
Ballard Berkeley  (Margate, Kent, 6 de agosto de 1904-Londres, 16 de enero de 1988) fue un actor británico de teatro, radio, televisión y cine. Recordado internacionalmente por su papel como el Mayor Gowen en la serie cómica Fawlty Towers.

## Biografía
En 1927 el Parlamento del Reino Unido había promulgado el llamado Cinematograph Films Act destinado a proteger el debilitado cine británico del estadounidense, que invadía las pantallas. Para tal efecto se produjeron muchas películas de bajo costo que, según la ley, obligatoriamente deberían ser incluidas por los exhibidores en sus programas. Si bien la calidad era mediocre, sirvió como escuela de muchos actores y técnicos. Ballard Barkeley fue uno de ellos.
Comenzó su carrera teatral en 1929, en teatros del West End de Londres, como actor acompañante. Su apariencia y modales elegantes le fueron perfilando como un actor de carácter, parodiando a empingorotados personajes de la sociedad británica. En la década de 1930 participó en una decena de películas y durante la Segunda Guerra Mundial sirvió como auxiliar de la policía metropolitana de Londres, viviendo el bombardeo de la ciudad llamado Blitz.
Sus papeles se fueron orientando a representar a personajes con autoridad, como oficiales militares, jefes de policía, médicos, jueces y aristócratas, entre otros. Con el resurgimiento del cine británico en las décadas de 1950 y 1960 participó en numerosas series de televisión, ya encasillado en dichos roles, continuando en la década siguiente. 
En 1975, a los 71 años de edad, Berkeley logró un destacado éxito por su papel como un senil e incoherente oficial retirado, el Mayor Gowen, en la serie cómica Fawlty Towers, junto a John Cleese y participando en todos los capítulos de la serie. Comentando la interpretación de Berkeley, Cleese dijo del Mayor Gowen: "Quisimos mucho a este hombre que vivía en su propio mundo. Nunca comprendió lo que sucedía, pero siempre agregaba su propia versión".
Barkeley continuó apareciendo en la televisión británica hasta 1987, falleciendo en Londres a los 84 años de edad.